# Alveijar (Fátima)
Alveijar é um lugar pertencente a três freguesias, Fátima, Nossa Senhora das Misericórdias e Atouguia, todas do concelho de Ourém, distrito de Santarém, pertencente à província da Beira Litoral, na região do Centro (Região das Beiras) e sub-região do Médio Tejo, em Portugal. Na localidade, existe um largo baptizado de "Largo das três freguesias", que assinalam a peculiaridade do lugar pertencer a três freguesias.

Alveijar faz parte dos Caminhos de Fátima, quer pelo Caminho Nascente, ligando a cidade de Tomar ao Santuário de Fátima (29,4km), quer pela Rota Carmelita, partindo do Carmelo de Santa Teresa em Coimbra, até Fátima (111 km). 
Reza a lenda que o topónimo Alveijar provém da palavra alvejar, nome alegadamente atribuído por D. Nuno Álvares Pereira, aquando da sua passagem, a caminho da Batalha de Aljubarrota. Diz-se que neste lugar as tropas treinaram tiro ao alvo para testar as suas capacidades antes da batalha.
[carece de fontes?]